# Austin (бронеавтомобіль)
Austin (Остін) (англ. Austin armored cars) — панцирник, розроблений під час Першої світової війни британською компанією «Остін» (Austin Motor Company) на замовлення Російської імперії.

## Історія
Широко застосовувався Російською імператорською армією під час Першої світової війни, для якої спеціальна закупівельна комісія генерала Секретева 29 вересня 1914 терміново замовила 48 панцирників компанії «Остін» вартістю по 1150 фунтів, оскільки в Російській імперії не було власного розвинутого автомобілебудування. Їх мали розробити і виготовити з захистом вертикальним і горизонтальним, двома кулеметними баштами. Остін 1-ї серії з двома кулеметами захищали 3,5-4 мм панцирні листи. З них з 21 грудня 1914 почали формувати перші кулеметні автомобільні чоти.
Експлуатація панцирника у військах виявила чимало недоліків — поломки трансмісії, слабкий панцирний захист. Тому в 1916 році їх було вирішено модернізувати на Путіловському заводі Петербургу з встановленням 7,5 мм панцирних плит, посиленням рами, встановленням кулестійких шин. Проте роботи затягнулися і перший «російський Остін» (Остін-Путіловець) було виготовлено лише в березні 1918 року.

## Росія
6 березня 1915 через можливий наступ німецько-австрійських дивізій було додатково замовлено 60 панцирників Остін моделі 2 з потужнішим двигуном, кращим захистом, які утворили панцирний автомобільний дивізіон. 25 серпня 1916 знову було замовлено 60 панцирників Остін 3-ї серії із заднім постом управління машиною. Планувалось перенести збирання панцирників до Росії, для чого 1916 було розроблено проект їхньої модернізації з діагональним розміщенням башт і було замовлено 60 шасі. Через революцію їхнє виробництво розпочали лише з березня 1918 на Путіловському заводі (2 панцирника), але через неможливість там збирати машини, замовлення передали на Іжорський завод, де до 1920 збудували 31 панцирник, звані «російський Остін» (Остін-Путіловець). На початку 1919 на Путіловському заводі почали збирати 12 напівгусеничних панцирників Остін з системою Кегресса (Остін-Кегресс).
Під час Громадянської війни в Росії панцирники «Остін» були на озброєнні Добровольчої армії, армії (Української Держави, УНР та ЗУНР, РСЧА. В останній на березень 1931 ще залишалося 73 панцирники (більше 40 британського виробництва) і які з 1933 розпочали утилізувати. Крім того панцирні корпуси «Остінів» ставили на шасі автомобілів Fiat, Packard, White. Військо Польське використовувало 20 панцирників у польсько-російській війні та вживало їх до 1929 року. Два послані для допомоги Червоній гвардії Фінляндії панцирники «Остін» 3-ї серії були захоплені фінським військом і використовувались ним у 1920-х роках. По два панцирники опинились у військах Естонії та Латвії, де вони були на озброєнні до 1940-х років, по одному у Румунії, Болгарії та Австрії. Три панцирники більшовики передали Монголії. Чотири панцирники опинились у Німеччині і використовувалися для придушення революційних виступів.

## Британія
В Британії 1917 було замовлено 60 панцирників «Остін» моделі 1918 року, які через революцію в Росії озброїли кулеметами Hotchkiss M1914 і у квітні 1918 сформували з 16 машин у Франції 17-ий батальйон. У серпні їх використали у Ам'єнській операції. Частину панцирників використали у війні проти Османської імперії на теренах сучасного Іраку, перекинувши на Каспійське море до Баку, 1919 року до Індії. Панцирники використовували у 1919—1921 роках у британо-ірландській війні. Імперська армія Японії використовувала їх до 1930-х років.

## Збережені екземпляри
Декілька панцирників дійшло до нашого часу переважно у вигляді пам'ятників. У Артилерійському музеї Санкт-Петербургу зберігається панцирник «Остін-Путіловець», з власним ім'ям «Враг капитала», зібраний в серпні 1919 року.

## Галерея

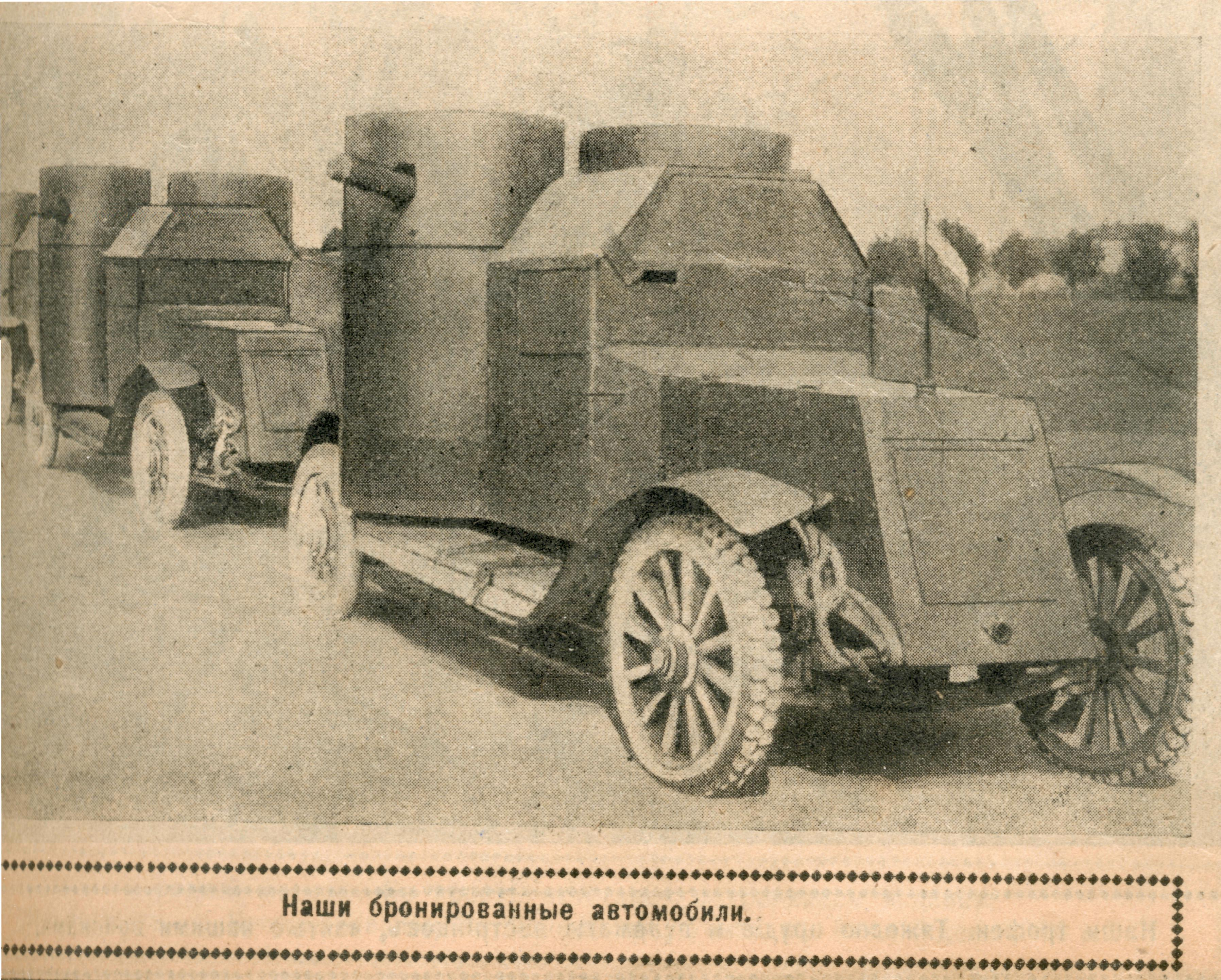
Остіни 1-ї серії Російської імператорської армії. 1915 рік
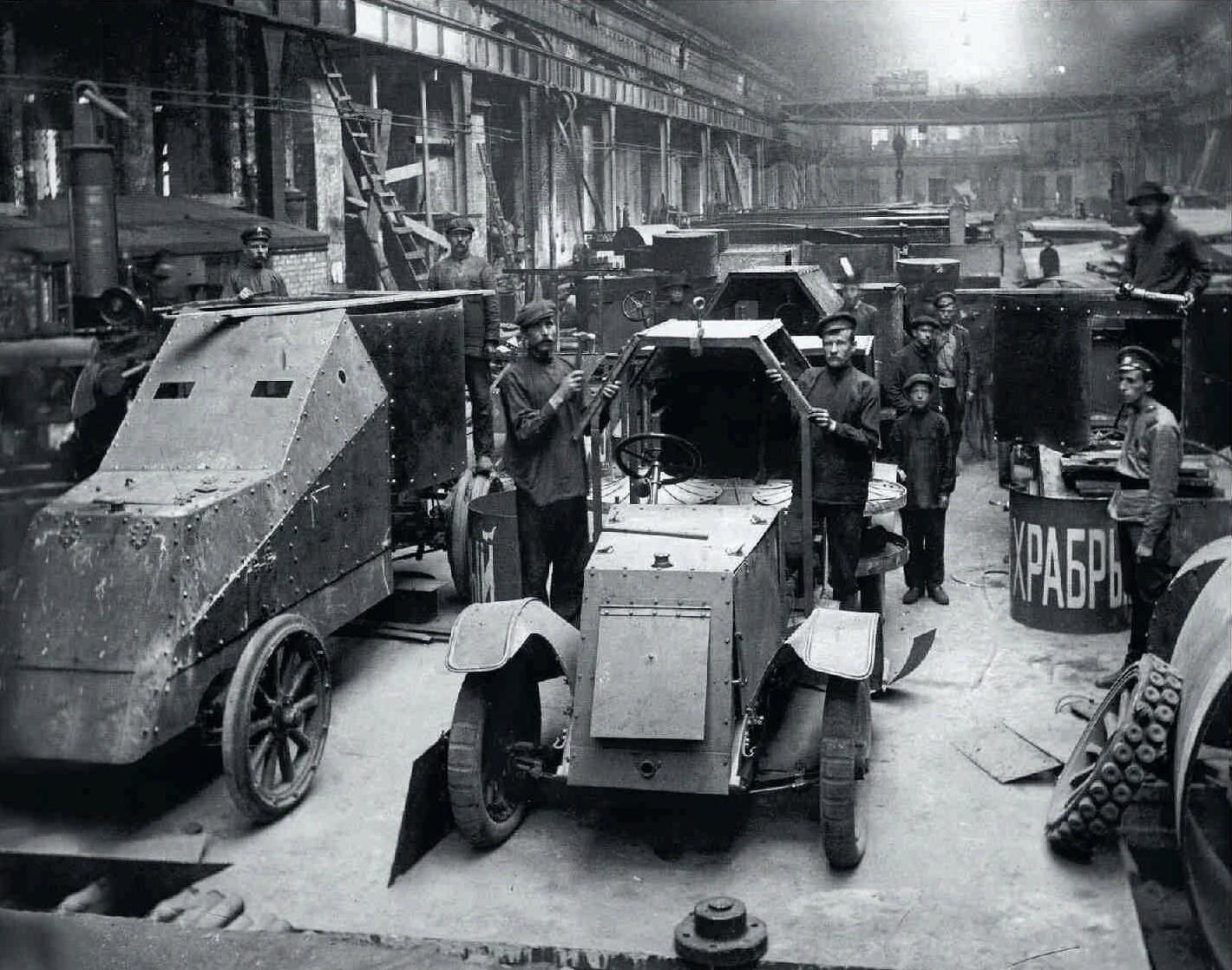
Посилення бронювання британських панцирників на Іжорському заводі.
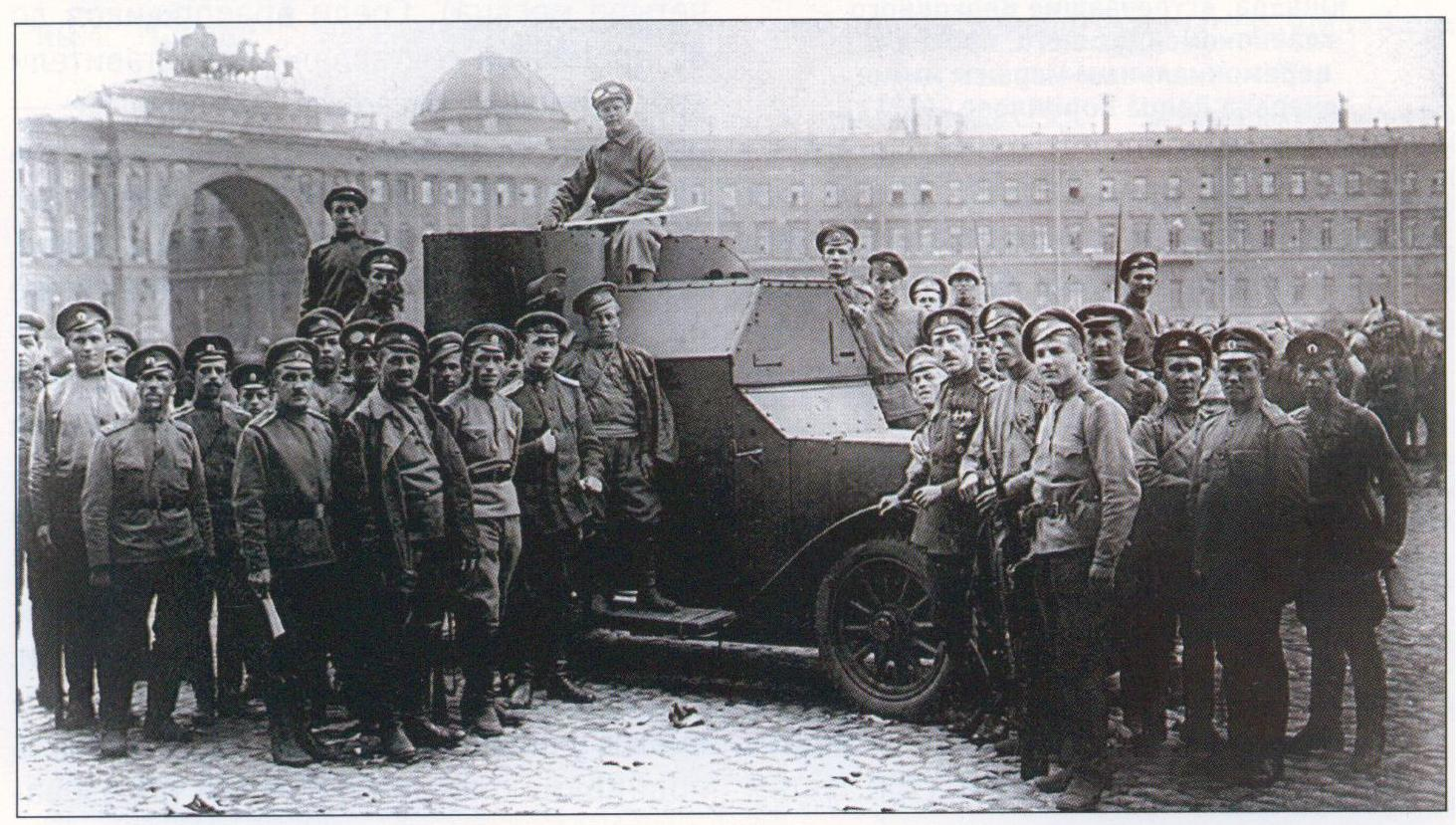
Російські юнкери поряд з Остіном 1-ї серії на Двірцевій площі Петрограда. 1917 рік.
Панцирник "Черник" 2-ї серії Січових Стрільців на Сихові під Львовом. 1918 рік.
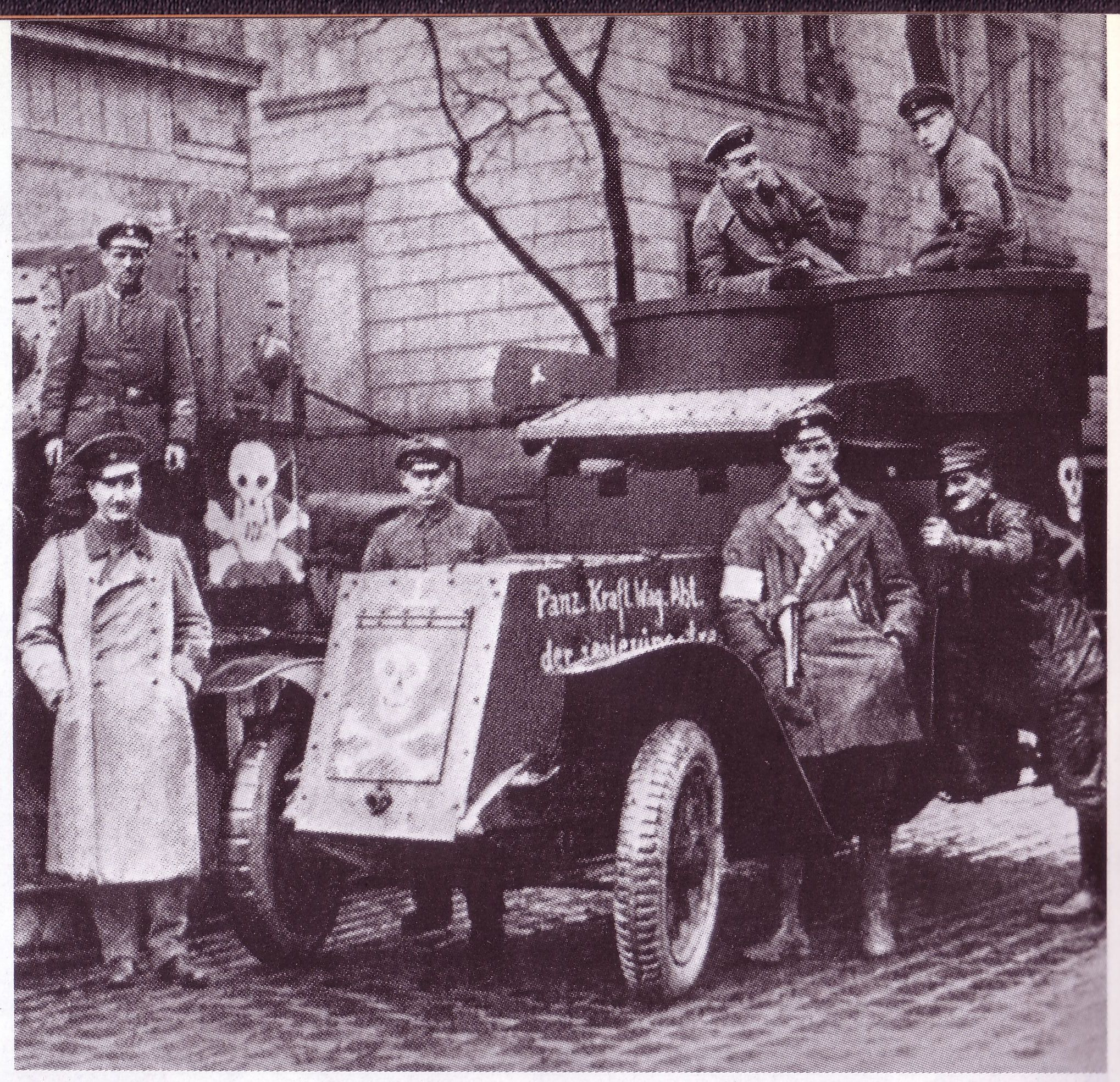
Захоплений німцями трофейний російський Остін 2-ї серії під час придушення революції в Німеччині. 1919 рік.
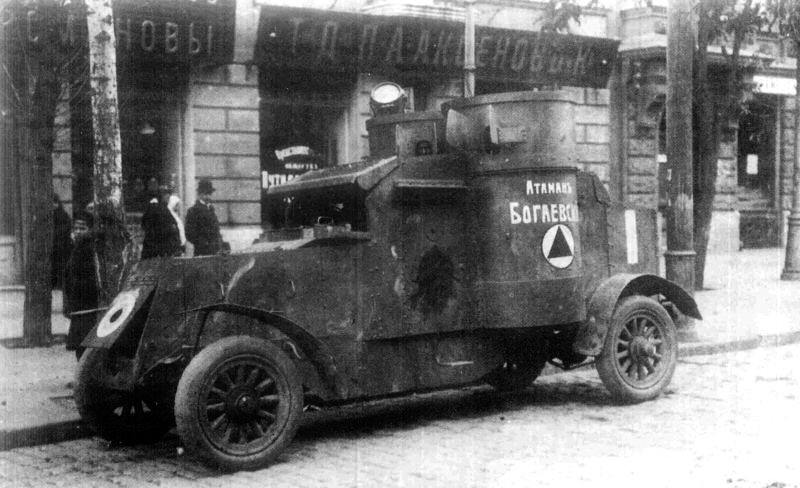
Панцирник 3-ї серії Донської армії під назвою "Атаман Богаевский". 1919 рік.
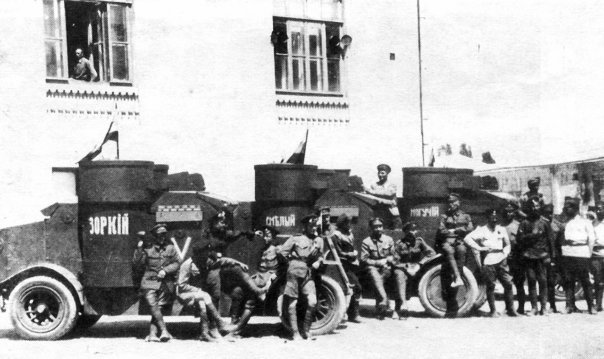
Остіни 3-ї серії, передані білій армії союзниками. Новоросійськ, 1919 рік.